# Barkow-Gletscher
Der Barkow-Gletscher (russisch Ледник Баркова Lednik Barkowa) ist ein Gletscher im ostantarktischen Königin-Maud-Land. Er fließt in der Orvinfjella zwischen den Dallmannbergen und dem zentralen Abschnitt des Schtscherbakowgebirges.
Erste Luftaufnahmen und eine grobe Positionsbestimmung entstanden bei der Deutschen Antarktischen Expedition 1938/39 unter der Leitung des Polarforschers Alfred Ritscher. Norwegische Kartografen nahmen anhand von Luftaufnahmen und Vermessungen der Dritten Norwegischen Antarktisexpedition (1956–1960) eine Kartierung vor. Eine neuerliche Kartierung erfolgte bei einer von 1960 bis 1961 dauernden sowjetischen Antarktisexpedition. Namensgeber ist der sowjetische Kartograf Alexander Sergejewitsch Barkow (1873–1953) von der Lomonossow-Universität Moskau.